# Dun (fiume)
Il Dun è un fiume che scorre nello Wiltshire e nel Berkshire in Inghilterra. Nasce nei pressi di Great Bedwyn, Wiltshire e scorre, per il suo intero corso, in direzione est-nord-est, in Berkshire dove confluisce nel fiume Kennet a Hungerford.
La valle del Dun è un'importante rotta di trasporto tra gli alti terreni gessiferi del London Basin all'estremo orientale di Vale of Pewsey verso ovest. Si tratta della via con cui il canale Kennet e Avon (congiungendo Londra e Bristol) entra nel bacino del Tamigi da Vale of Pewsey, attraversando lo spartiacque per mezzo del Bruce Tunnel e della Crofton Pumping Station. La linea da Reading a Plymouth, che collega Londra e il sud-ovest, utilizza anch'essa la valle.